# Herb McKenley
Herbert Henry „Herb” McKenley  (ur. 10 lipca 1922 w Pleasant Valley w regionie Clarendon, zm. 26 listopada 2007 w Kingston) – jamajski lekkoatleta sprinter.
Jako student University of Illinois był akademickim (NCAA) mistrzem USA na 220 jardów i 440 jardów w 1946 i 1947. Wygrał także mistrzostwa USA (AAU) na 440 jardów w 1945, 1947 i 1948. W 1947 był posiadaczem najlepszych wyników na świecie na 100 m (10,3 s), 200 m (20,4 s) i 400 m (46,2 s). Jest jedynym lekkoatletą, który to osiągnął.
Przed Igrzyskami Olimpijskimi w 1948 w Londynie poprawił rekord świata na 400 m osiągając 45,9 s. We wcześniejszym biegu ustanowił rekord świata na 440 jardów wynikiem 46,0 s. Na Igrzyskach niespodziewanie przegrał w finale biegu na 400 m ze swym rodakiem Arthurem Wintem zdobywając srebrny medal. Na 200 m był czwarty, a sztafeta 4 × 400 metrów z jego udziałem nie ukończyła biegu finałowego wskutek kontuzji Winta. Na pierwszych Igrzyskach Panamerykańskich w 1951 zdobył brązowe medale na 100 m, 200 m i 400 m.
Na Igrzyskach Olimpijskich w 1952 w Helsinkach McKenley zdobył złoty medal w sztafecie 4 × 400 m ustanawiając rekord świata 3.03,9 min., a także srebrne medale na 100 m i 400 m.
Po zakończeniu kariery sportowej był trenerem na Jamajce.

## Odznaczenia
- 2004  Order Zasługi (Jamajka)